# バカンス
バカンスまたはヴァカンス（仏: vacances）は、主としてフランス人の長期休暇の過ごし方、もしくはそれを意識した長期休暇の呼称。

## 概説
フランスの法律では、休暇は連続5週間まで取得可能となっている。夏季には企業経営者から労働者（従業員）まで、数週間のヴァカンスを、子供たちも2ヶ月間のヴァカンスをとり、思い思いの過ごし方で楽しむ。フランス人にとっては「人間が元気に生きていくため必要なもの」となっている。一般的なスタイルのひとつは、（日本で一般的な短期周遊型の休暇と異なり）夏季に連続1ヶ月ほどにわたる長期滞在型休暇を過ごす、というものである。

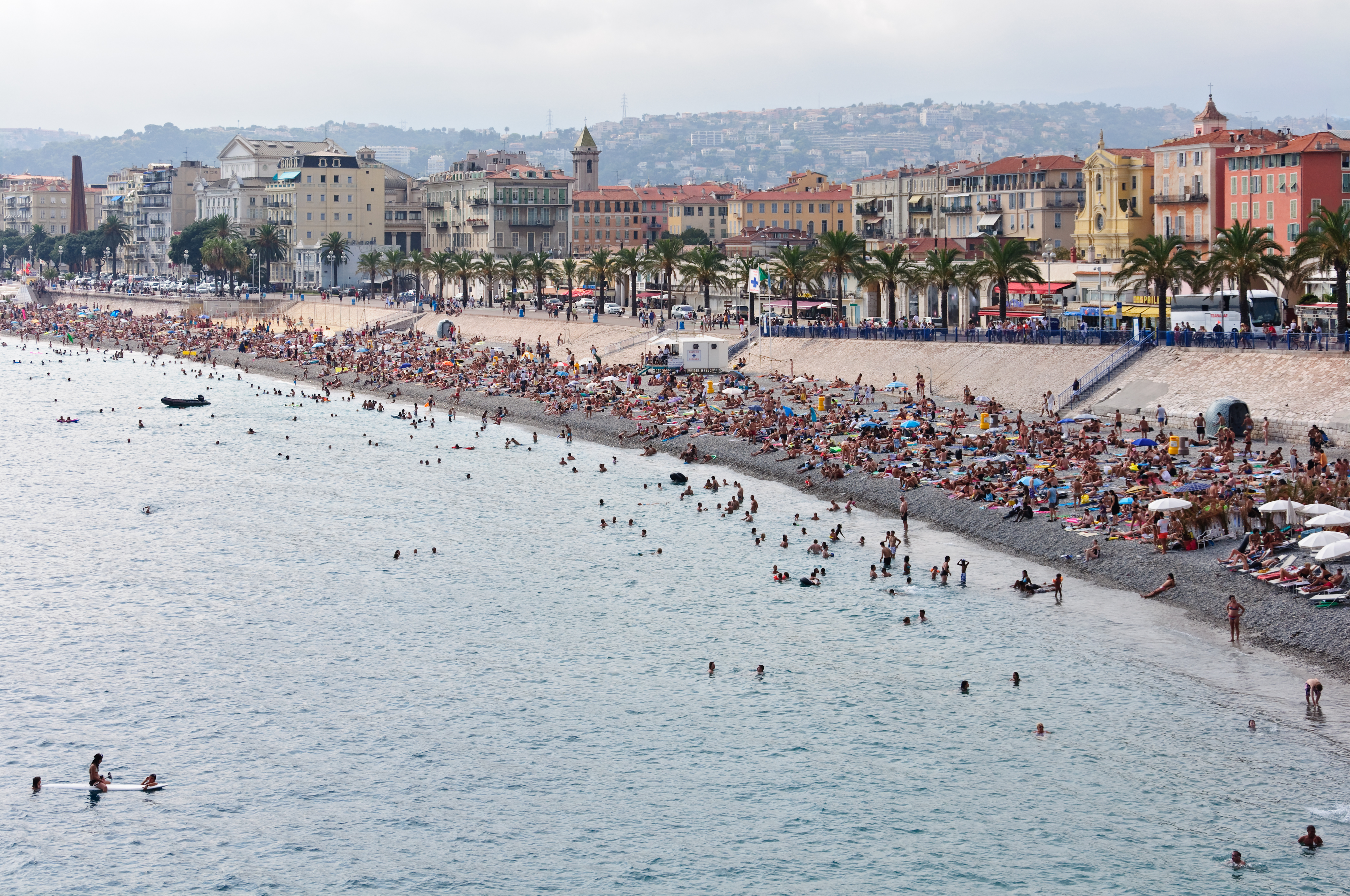
ニースの海岸

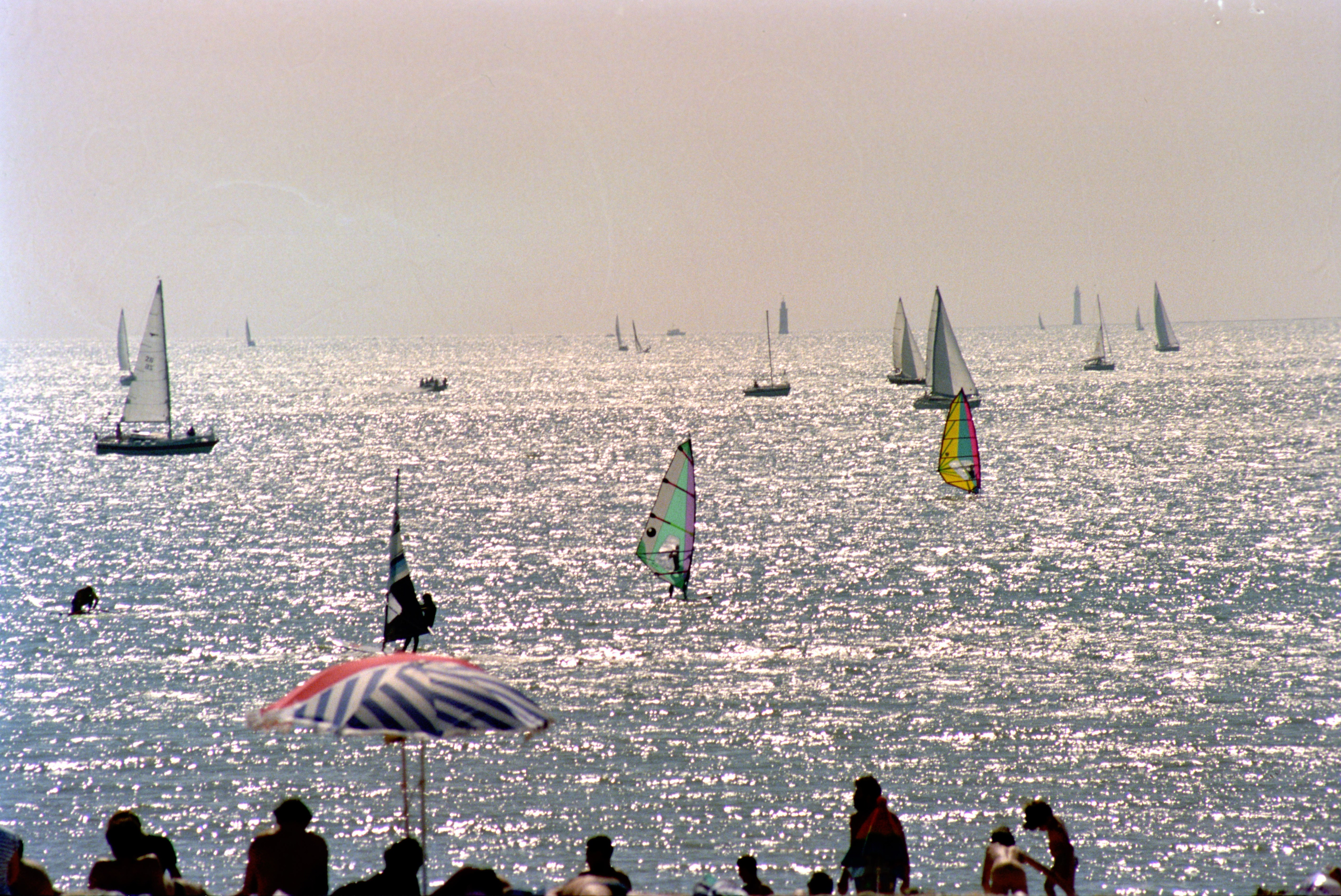
ラ・ロシェル

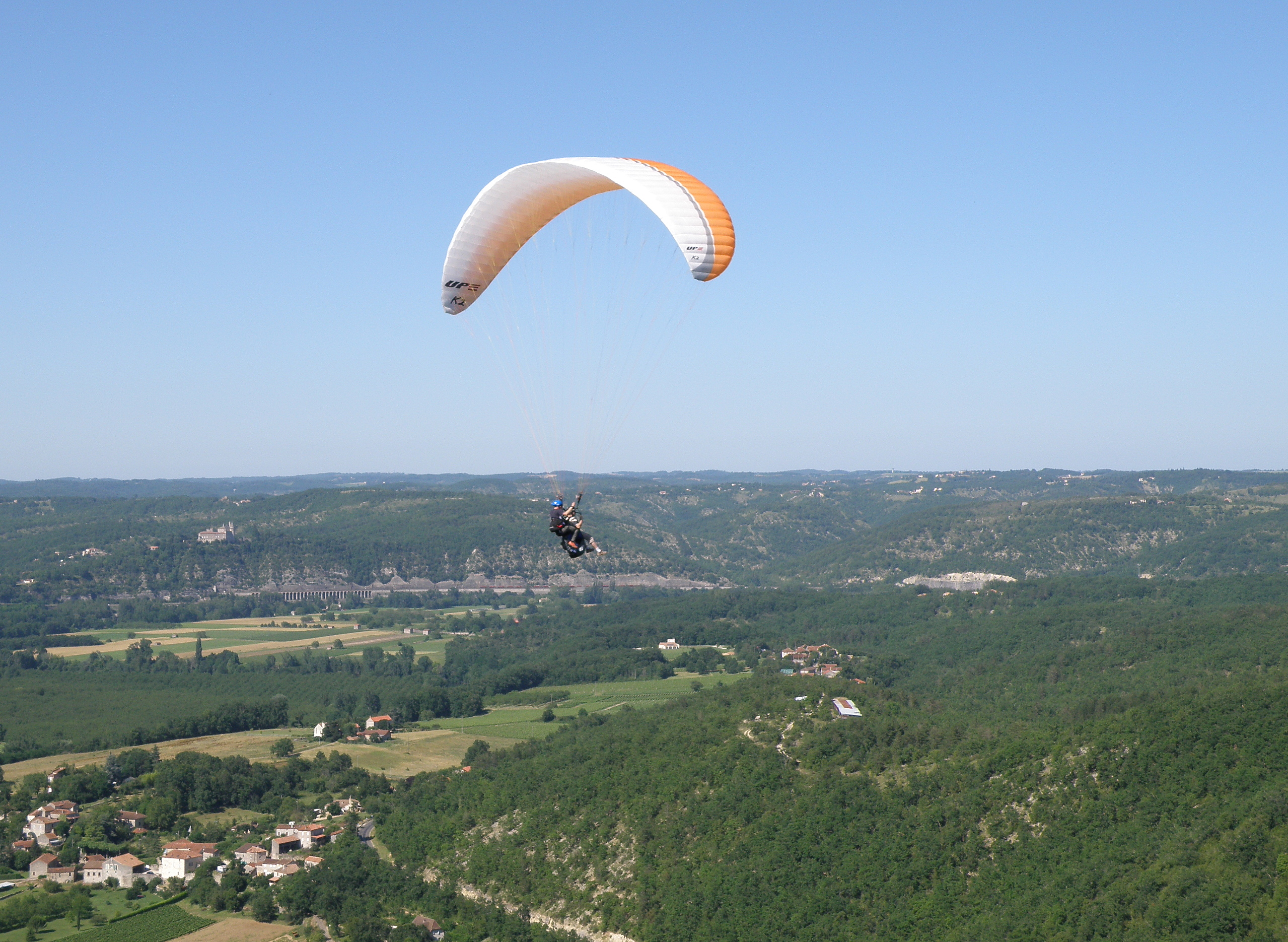
パラグライダー（:fr:Douelleにて。2010年7月)

例えば、海沿いのリゾート地に数週間滞在し、ひたすらマリンスポーツなどをして過ごすという過ごし方があるが、リゾートの豪奢なホテルに滞在するばかりではなく、それぞれのスタイルでバカンスを楽しんでいる。南フランスの普通の民家を借りて数週間におよぶ《田舎暮らし》を楽しむこともあり、北フランスと南フランスの住民の間ではヴァカンス中、相互に住宅を貸し合っている。あるいは山中のコテージに家族で滞在し、ハイキングやパラグライダーなどスカイスポーツを楽しむ。またテントを張って安価に過ごし、かつ自然を満喫できるキャンプ場も多数ある。
フランスでは毎年7月半ば以降の週末になると、ラジオで交通情報が頻繁に流れるようになるという。日本と同じ温帯に属してはいるものの、パリ周辺の緯度はおおむね北海道に相当し、冬期は特に夜が長く、寒冷になる。毎年バカンスの時期には、北フランスの大量の人口が太陽の光と暖かい風を求めて地中海沿岸部へ移動を開始し、冗談めかしてしばしば「la grande migration 民族大移動」と呼ばれる。日本の盆より移動の時期は分散しているが、それでも移動人口が膨大なため、毎年7月中旬以降の週末は南に向かう高速道路が数百kmほども渋滞し、迂回路などの交通情報が頻繁に流される。一方で、長期間留守にすることから5月から8月には捨てられるペットが増加する問題が指摘されており、2022年には政府がペットの販売規制を決定するまでになった。

## 歴史
19世紀の段階では、バカンスは貴族やブルジョワのものであり、金持ちが何もしないでいる時間のことを指していた（vacancesとは、もとは「空（から）」といった意味の言葉）。
20世紀になり、フランスでは社会主義政党が政権を握って以来、一般の労働者層に快適な環境を整える政策を実施してきた。長期間のバカンスもその一つで、まずレオン・ブルム人民戦線政権時代の1936年に2週間の有給休暇が法で認められ、1956年に3週間、1969年に4週間、そして1982年には5週間の連続休暇が認められた。

## 関連文献
- Les vacances en France de 1830 à nos jours, André Rauch, Hachette, 1996 (1ère éd.)
- L'aventure des vacances, Monique et Jean-Pierre Thiollet, Nathan, 1989